# Mara Čop
Mara Čop (Livorno, 10. kolovoza 1858. – Gorica,  25. svibnja 1910.), hrvatska etnografkinja, književnica, novinarka i kulturna djelatnica. Poznata je pod svojim pseudonimima Mara Čop Marlet i Marie von Berks.

## Obitelj i osobni život
Otac Anton Čop ↓1 bio je Hrvat i potomak trgovačke obitelji Čop iz Karlovca, a majka Maria Anna Eiberger Njemica rodom iz Mainza. ↓2 Imala je starijeg brata Antona. God. 1886. u Karlovcu se udaje za francuskog odvjetnika Charlesa Lengera Marleta, kog je upoznala u Budimpešti godinu prije. Mladi bračni par dvije ili tri godine kasnije seli u Alžir, gdje suprug obnaša dužnost javnog tužitelja. U Alžiru im se rađa kći Josipa, koja u trećoj godini umire od tifusa. Čop i Lenger Marlet nakon toga se rastaju te on seli u Atenu, gdje je 1895. i preminuo, a Čop se vraća u Hrvatsku. God. 1894. ponovno se udaje, za južnoštajerskog veleposjednika Huga viteza Berksa, s kojim je imala sina Huga (r. 1897.). Nakon Berksove smrti 1906. Marino se zdravstveno stanje pogoršava, zbog čega napušta Beč i seli u Goricu, gdje 1910. umire od tuberkuloze. Skrb za sina Huga preuzeo je Marin brat, ministarski savjetnik Anton Tschopp.
Za života se družila, dopisivala i surađivala s brojnim domaćim i stranim imena iz svijeta književnosti, književne kritike, znanosti, politike i umjetnosti. Tako se dopisuje s brazilskim carem, francuskim predsjednikom F. P. Grevijem, Zolom, Lecontom de Lisleom, Viktorom Napoleonom, Caramanom Chimaijem, a družbuje i s Karlom Bleibtreuom, Juliette Lamber Adam, De Gubernatisom, Leopoldom Sacher-Masochom, Caroline Bruch-Sinn, Karlom Schönfeldom, Franjom Bučarom, Franjom Kuhačom, Strossmayerom, Kolomanom Tiszaom, Juliusom Andrassijem, Augustom Trefortom i Kolomanom Bedekovićom. Najistaknutije pak mjesto zauzima konjički nadvojvoda Josip (Jozsef Föherzeg), iz vladarske kuće Habsburga. Josip je Mari Čop pokmokgao oko objavljivanja bogato opremljene i ilustrirane knjige o južnoslavenskim ženama, dok je ona na francuski jezik prevela atlas ljekovitog bilja njemačkog pučkog ljekara Sebastiana Kneippa što ga je Föherzeg priredio.

## Književno stvaralaštvo
Početkom osamdesetih godina 19. stoljeća objavljuje prve književne uratke u Agramer Zeitungu i Agramer Tagblattu. Zbirku novela »Aus Edelhöfen des Balkan« (Iz plemenitaških dvora balkana) objavljuje u Parizu 1887. te ju posvećuje nadvojvodi Josipu, vrhovnom zapovjedniku mađarske kraljevske vojske. ↓3 Igrokaz »Das Hochzeitslied von Lugos« praizveden je u Brnu, nakon čega igra u Stuttgartu, a u Zagrebu je upriozren 1892. na hrvatskom kao Lugoška svatovska pjesma, u prijevodu Adama Mandrovića. Već je tada Čop bila zabilježena u gotovo svim onodobnim njmečakim biografskim, književnim i kazališnim leksikonima, a ondašnja ju književna kritika u Austrio-Ugarskoj svrstava među predstavnice naturalizma i autorice domaćih pučkih komada. Igrokazi su joj prikazivani diljem Monarhije, u Olomoucu, Ljubljani, Beču, Pragu, Münchenu i drugdje, a upravo će Čop 1892. prevesti i postaviti u Beč Vojnovićev prvijenac »Psyche«. Jednako tako, napisala je Bukovčev životopis u mjesnim novinama i katalogu prve njegove samostalne izložbe u Beču,nakon koje je razvila obiteljsko prijateljstvo s Bukovcem, koji će 1904. naslikati portret njezina sina Huga. Piše libreto za operu »Ciganka Đina« Lea Helda, praizvedene u Pragu 1902. Za bečki Burgtheater pripremala je, i s njegovim ravnateljem uvježbavala, određene scene drame »Bogumil«, čiju je povijesnu fabulu o živoru starih Slavena temeljila na savjetima Frana Miklošića i građi koju joj je posuđivao Vatroslav Jagić. Drama nije uprizorena, no tiskala ju je izdavačka kuća Konegen u Beču mjesec dana prije Marine smrti. 
U svojim trima romanima, objavljenima u posljednjim trima godinama života, kritizirala je lažni moral austrijskog društva, predrasude prema ženama i ondašnji odgoj te se u njima naziru obilježja moderne poput unutarnjeg monologa, govorne karakterizacije likova u skladu s njihovom naobrazbom, no općenito prevladava realizam (društvena motivacija likova). U dramskom stvaralaštvu ponajviše tematizira onodobne društvene skandale, podmitljivost, borbu za moć među plemićima i moralno rasulo, pri čemu uz naturalistička i realistička obilježja uklapa i elemente moderne te impresionističke opise prirode. Komedije smješta u intimnije prostore, salone, slikarske ateljee i budoare. Cjelokupno književno stvaralaštvo bogato je folklornim i etnografskim motivima i opisima, koje je crpila iz etnografske literature, poznavanja mitologije i nekoliko stranih jezika. U svojim djelima zagovara vitalizam, očuvanje veze čovjeka i prirode, kršćanski moral i etiku. Zanimala se i za suvremena književna ostvarenja i moderna strujanja u književnosti, pa tako dramatizira Maupassantov komad »Pierre et Jean«, naslovivši ga Kukavičja jaja, a u igrokaz priređuje i roaan »A Rebour« Jorisa-Karla Huysmannsa, nailazeći na pohvale bečke kritike.

## Kulturna kritika i etnografski rad
God. 1884. objavljuje u firentinskom Revue Internationale i časopisu Auf der Höhe svoju prvu kazališnu studiju, na temu hrvatskog kazališta. Objavljuje studije i članke o hrvatskim dramskim piscima, nastanku Hrvatskog narodnog kazališta, njegovom repertoaru, dramaturzima i glumcima te hrvatskom glazbenom životu, pa tako piše o nastupima Sidonije Erdödy, Lisinskog naziva »hrvatskim glazbenim kraljem«, dok za pl. Zajca ističe da je »genijalni kompozitor«, ali da »se ne može otrgnuti od dvojakog utjecaja, utjecaja talijanskog obrazovanja i njegove prijemčivosti za uzore iz bečkog glazbenog života«. Tako su po njezinu mnijenju Lisinski i Livadić »instinktivno obuhvatili hrvatski narodni duh«, dok Zajčev opus kritizira kao »cvijeće bez korijena u srcima hrvatskog naroda«. Zanimala se i za politiku, pa tako u svojim ogledima o mađarskom društvu, kao i za srednjovjekovlje, o čemu svjedoči niz novinskih članaka na temu Štajerske toga razdoblja (»O štajerskoj ženi u Srednjem vijeku«, »Staroštajerska medicina«, »Samostanski život žena u srednjovjekovnoj Štajerskoj«, »Štajerski pisci u Srednjem vijeku« itd.). Čop je dijelila zanimanje za Rome s nadvojvodom Josipom, autorom slovnice romskog jezika (Czigany nyelvtan. Romano csibakera, Budimpešta, 1886.), pa je tako u svoju knjigu o životu južnoslavenskih žena uključila i Romkinje. Bila je članicom triju etnografskih društava (Académie Internationale des Palmiers, Gypsy Lore Society i Magyar Néprajzi Társaság), a u izvještajima za budimpeštansku La Revue de l' Orient najviše tekstova posvećuje ženama slavenskog juga i afričkim ženama. Tako piše o poeziji groba u južnih Slavena, svadbenim običajima južne Štajerske, slavenskoj mitologiji, orijentalistici.

O njezinom etnografskom radu »Lexikon deutscher Frau der Feder« piše: 
»Posebnost je stekla podrobnim proučavanjem ciganskog bića, a njezinom peru zahvaljujemo vrijedne priloge o poznavanju tog naroda. Poradi toga ju je englesko društvo Gypsy Lore Society imenovalo dopisnim počasnim članom, a Académie Internationale des Palmiers iz Pariza joj je poslalo člansko odličje. Također ju je mađarsko etnografsko društvo imenovalo, zbog njezinih karakteristika nomadskog naroda, za svoju izvjestiteljicu.«